# Echinocereus stoloniferus
Echinocereus stoloniferus là một loài thực vật có hoa trong họ Cactaceae. Loài này được W.T.Marshall mô tả khoa học đầu tiên năm 1938.